# Pimonte
Pimonte es un municipio italiano localizado en la ciudad metropolitana de Nápoles, región de Campania. Cuenta con 6033 habitantes en 12,54 km².
El territorio municipal contiene las frazioni (subdivisiones) de Centro, Franche, Piazza y Tralia. Limita con los municipios de Agerola, Castellammare di Stabia, Gragnano y Vico Equense, en la ciudad metropolitana de Nápoles, y con Positano y Scala, en la provincia de Salerno. 

## Evolución demográfica
| Gráfica de evolución demográfica de Pimonte entre 1861 y 2011 |
|                                                               |
| Fuente ISTAT - elaboración gráfica de Wikipedia               |